# Chiesa della Natività di Nostro Signore Gesù Cristo (Belfiore)
La chiesa della Natività di Nostro Signore Gesù Cristo è la chiesa parrocchiale di Belfiore, in provincia e diocesi di Verona; fa parte del vicariato dell'Est Veronese, precisamente dell'Unità Pastorale Pieve.

## Storia
Il venerabile don Luigi Bosio arrivò come parroco a Belfiore il 9 giugno 1940, il giorno prima dell’entrata dell'Italia nella seconda guerra mondiale. Nonostante la situazione, decise ben presto di voler costruire una nuova chiesa parrocchiale per Belfiore al posto di quella dei Santi Vito, Modesto e Crescenzia in quanto quest’ultima era da lui ritenuta piccola per contenere i fedeli e non adeguata per la liturgia in quanto la casa di Dio doveva essere la più bella.
Già il 22 marzo 1941 l’architetto udinese Domenico Rupolo scelse il luogo dove sarebbe stato eretto il nuovo luogo di culto cattolico. Il progetto era pronto nel dicembre 1941 e i lavori iniziarono nel novembre 1942. Grazie al diario parrocchiale di don Bosio sappiamo che nel febbraio 1943 l’ingegnere Giulio Cristiani di Quinzano, incaricato da Rupolo di dirigere i lavori, tracciò le fondamenta della chiesa, di cui fu posta la prima pietra il 14 giugno successivo, lunedì di Pentecoste dal Vescovo di Verona Girolamo Cardinale in chiusura delle celebrazioni per l’ottavo centenario del Santuario della Madonna della Strà. Una Croce segnava il punto dove sarebbe sorto l’altare maggiore.
La situazione bellica non aiutò don Bosio e i parrocchiani belfioresi visto l’aumento dei costi del materiale e la scarsità del reperimento dello stesso. Ne è una prova quanto successe nel novembre 1943 quando furono trasportate 350 tonnellate di calce da Tregnago per le fondamenta. In realtà la preferenza era verso il cemento, però, dopo un anno di ricerche, non fu possibile ottenerlo, se non 10 tonnellate per tramite del comando tedesco di Milano.
Il lavoro alle fondamenta, iniziato il 17 novembre 1943, terminò il 7 marzo 1944 (con sospensione per tutto il mese di gennaio). Fu opera di venti operai guidati dal capomastro Tarcisio Soave.
Nonostante le difficoltà, i belfioresi si diedero da fare manualmente o con offerte in denaro per terminare la costruzione.
A settembre 1944 don Bosio dichiara che due parrocchiani offriranno l’altare maggiore e il ciborio, che saranno progettati dall’architetto milanese Franco Spelta, ma la mobilitazione generale interruppe quasi totalmente i lavori il mese successivo, con le mura della chiesa che arrivavano a sei metri d’altezza. Sarà Spelta a portare a termine la chiesa in seguito alla morte, nel 1945, dell’architetto Rupolo.
Finita la Seconda Guerra Mondiale, il parroco dovrà affrontare le critiche verso l’opera, ritenuta un capriccio rispetto alle sofferenze di alcuni parrocchiani senza un tetto, e l’ulteriore salita dei prezzi. Nonostante questo, i lavori progredirono e domenica 6 ottobre 1946, nella chiesa tutta coperta, pur senza pavimento, fu recitato il Santo Rosario e cantato il Credo in gregoriano. Mancava ancora l’altare maggiore, che don Bosio e i fedeli si impegnano di preparare per l’arrivo del Vescovo Cardinale. Come data è stata scelta quella del 25 marzo 1947, giorno dell’Annunciazione del Signore, ricordando l’Incarnazione in una chiesa dedicata al Natale del Signore.
La nuova chiesa fu benedetta da mons. Angelo Grazioli, delegato del Vescovo di Verona, il 20 febbraio 1947. Seguì una Santa Missione, con la presenza della statua della Madonna della Strà dal 27 febbraio al 2 marzo, quando fu riportata al Santuario con una processione notturna.
Il 25 marzo 1947 mons. Cardinale consacrò l’altare maggiore. Tra le reliquie inserite nel sepolcreto anche un frammento della mangiatoia della Natività proveniente da Roma.
Per certi versi con la nuova chiesa don Bosio anticipo ai belfioresi alcune future novità del Concilio Vaticano II in ambito liturgico, spingendo per la partecipazione attiva dei fedeli ai riti. Avrebbe voluto, secondo gli anziani, anche l’altare maggiore verso il popolo, ma non fu permesso. Riuscì a fare questo nel Confirmatorio, ma, sempre secondo gli anziani, gli fu permesso di celebrarvi solo alcune volte l’anno. Da notare come volle togliere ogni segno di devozionalismo che potesse distrarre dal centro della fede, cioè la celebrazione eucaristica.
Seguirono altri lavori di decorazione e completamento dell’edificio sacro. Il 13 dicembre 1964 il Vescovo di Verona, oggi venerabile, Giuseppe Carraro consacrò la chiesa, ma l’ultima opera voluta dal parroco fu realizzata nel 1967: lo ‘’studium pietatis’’.
Don Bosio rimase parroco a Belfiore fino al 1969, quando mons. Carraro lo nominò Canonico della Cattedrale di Verona. Lasciata la parrocchia, tornò per l’ultima volta a Belfiore domenica 8 marzo 1970, domenica Laetare, quando, alla presenza del Vescovo, ricevette in dono le insegne canonicali dai belfioresi.
Nel 1994 vi fu l’adeguamento liturgico voluto dall’allora parroco don Gaetano Pozzato, compiuto consultando don Bosio poco prima della sua morte, che avvenne il 27 gennaio dello stesso anno. Fu proprio l’ex parroco di Belfiore a consigliare la figura dell’architetto Raffaele Bonente, il quale progettò la rimozione delle balaustre e la realizzazione dei nuovi poli liturgici. Il nuovo altare maggiore fu consacrato il 7 aprile 1997 dal Vescovo di Verona Giuseppe Amari nel cinquantesimo anniversario della consacrazione dell’altare maggiore preconciliare.
Risalgono al 2013 alcuni lavori (manutenzione della copertura, pulitura della facciata e realizzazione di una rampa di accesso per disabili) progettati dall’architetto Giuseppe Bonturi.

## Descrizione

### Esterno

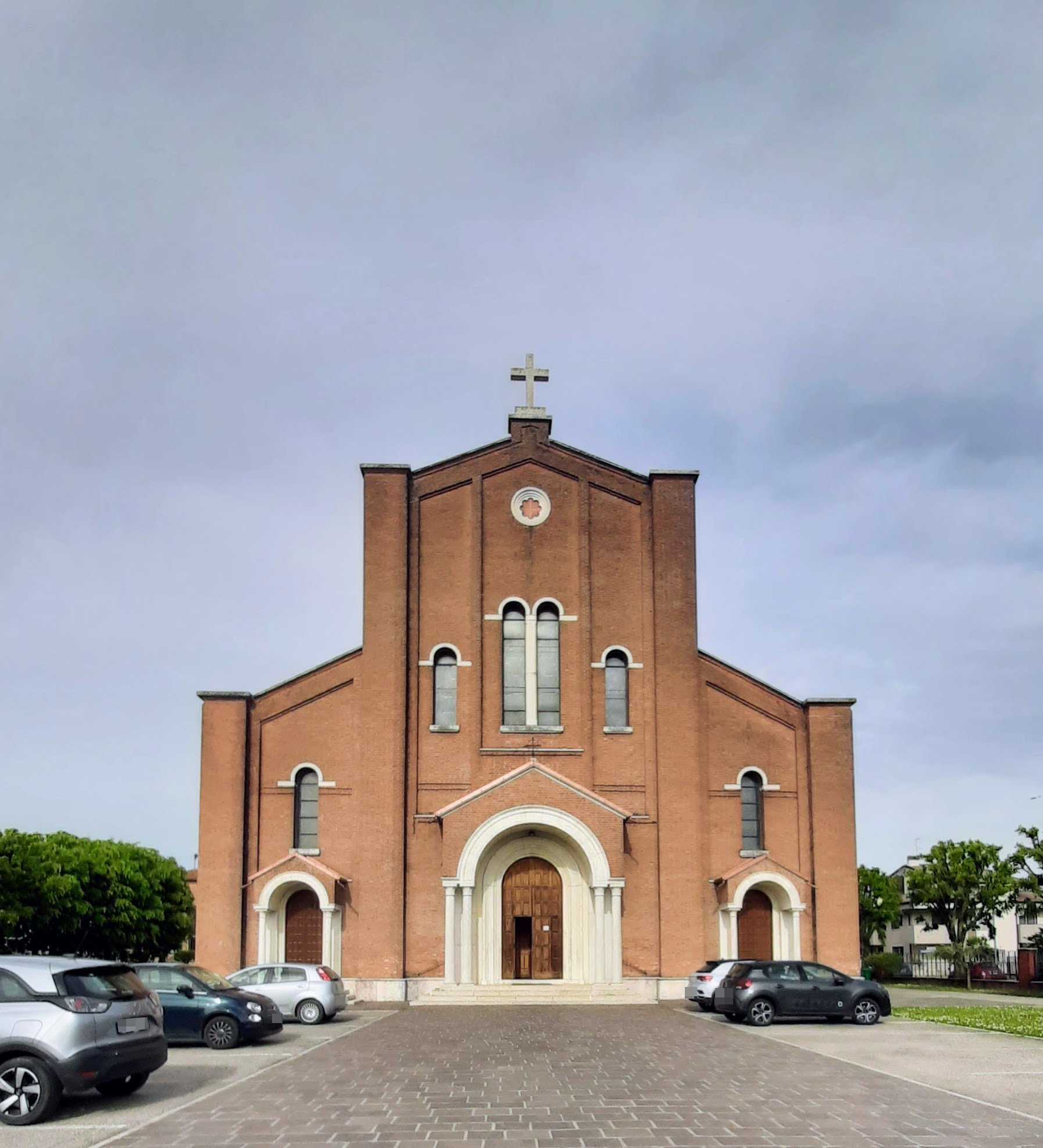
La facciata

La facciata a salienti, rivolta verso oriente, è interamente in mattoni di laterizio a vista e anticipa la suddivisione interna in tre navate. Era stata disegnata dall'architetto Rupolo, ma fu poi rivista e realizzata dall'architetto Spelta.

Quattro pilastri, rappresentazione dei Quattro Evangelisti, sostengono la facciata e i due centrali separano il prospetto centrale delle ali laterali. Tutti e tre presentano un portale a tutto sesto protetto da un protiro poggiato su colonnine in pietra calcarea bianca (più grandi quelli centrali, dove è riportata l’iscrizione “Et incarnatus est de Spiritu Sancto ex Maria Virgine”, cioè "E si incarnò per opera dello Spirito Santo nel seno di Maria e si fece uomo"), elevato di qualche gradino. 

Una monofora introduce la luce naturale nelle ali laterali, mentre nel prospetto centrale vi è una grande bifora fiancheggiata da due monofore.

Sul vertice della facciata vi è una massiccia croce in pietra, collocata non senza difficoltà grazie ad una rudimentale gru prestata per l’opera.

### Interno
La pianta della chiesa è di tipo basilicale, con tre navate separate da due file di sei colonne, simbolo dei Dodici Apostoli, in marmo rosso di Sant'Ambrogio di Valpolicella che si ergono su basamenti a base ottagonale, salvo quelle alle estremità, addossate ai pilastri in muratura. Sui capitelli, ognuno con un simbolo particolare a richiamare l’Apostolo a cui è dedicata, scolpiti in pietra d'Istria, poggiano archi a tutto sesto.
Le pareti delle navate laterali presentano delle sottili lesene, mentre la navata centrale presenta volte a botte con unghie laterali profonde e costolonature trasversali. Le campate delle navate laterali presentano volte a crociera anch’esse con costolonature.
Il pavimento, fatto nel 1963, è in lastre di nembro rosato con ampie specchiature quadrate corrispondenti alle campate in marmo chiaro di Botticino con contorni in pietra bianca. Sono poi presenti fasce ortogonali in marmo grigio.
Nella corsia centrale vi sono tre iscrizioni. Partendo dall'ingresso: "Terribilis est locus iste" ("Questo luogo è tremendo"); "Domus mea domus orationis est"("La mia casa è una casa di preghiera"); "Locus iste inaestimabile sacramentum" ("Questo luogo nasconde una ricchezza inestimabile").

#### Le vetrate e le decorazioni
Nelle pareti della chiesa sono presenti ben 42 finestre, tutte con vetrate i cui sono soggetti del pittore montefortiano Moreno Zoppi. Buona parte di esse furono inaugurate domenica 2 luglio 1961. Come nelle chiese romaniche, la luce entra in maniera moderata nelle navate laterali, chiara in quella centrale e con splendore nel presbiterio.
La bifora della facciata presenta l’Annunciazione, realizzata nel 1958, mentre le trifore del presbiterio i pastori e i magi della Natività.
Le vetrate delle monofore della navata centrale presentano la storia della Salvezza, partendo da Dio Padre e proseguendo con i profeti biblici che annunciarono la venuta del Messia, con una modalità di lettura a zig-zag, iniziando dalla prima vetrata a sinistra e arrivando fino al presbiterio.
Gli oculi delle navate laterali riportano le frasi delle Antifone maggiori dell'Avvento, per ricordare che l’umanità continua ad attendere il Salvatore. Sempre su disegni del pittore Zoppi, furono eseguite nel 1963, anche se non collocate nell’ordine corretto.
Le vetrate dell'abside con l'angelo cantore e l'angelo adorante sono state realizzate nel 1958 sempre su disegno del pittore Zoppi. Inizialmente don Bosio pensava di raffigurare San Pietro e San Zeno per mostrare l'unione con la Chiesa universale e quella diocesana, ma decise di cambiare il progetto per timore di distogliere l'attenzione dei fedeli dall'Eucarestia.
Le lampade a sbalzo e cesello sono opera del veronese Igino Legnaghi.
La volta della navata centrale presenta decorazioni ispirate al Cantico dei Cantici. Don Bosio, almeno dal 1956, ogni Messa di mezzanotte nel Natale del Signore, commentava il mistero dell’Incarnazione proprio attraverso il Cantico dei Cantici. I graffiti, opera del pittore Zoppi, eseguiti tra gennaio e giugno del 1961, furono inaugurati assieme alle vetrate il 2 luglio 1961.
I graffiti nelle volte delle navate minori richiamano, invece, l’Apocalisse di Giovanni. Sempre opera di Zoppi, furono realizzati nel 1962.
Tutto il programma iconografico della chiesa è stato ideato (“sognato”) da don Bosio.

#### La navata laterale sinistra

##### Il Battistero
Il Battistero, opera dell’architetto Spelta, si iniziò a costruirlo il 20 agosto 1951 e fu inaugurato la notte di Natale dello stesso anno. Ad esso si può accedere direttamente dalla porta sul lato sinistro della facciata, che riporta sul suo protiro la scritta “Captura Christi”, cioè “La pesca di Cristo”. 

Per accedere al fonte battesimale, una grande vasca di forma ottagonale ma che contiene una croce, avente un metro e sessanta di diametro, si devono scendere tre gradini, come per uscirne si salgono altri tre gradini, a ricordare il percorso dalla morte alla vita.
 
Attorno al fonte è riportata una citazione della Lettera ai Galati, “Quincunque in Christo baptizati estis Christus induistis” (“Quanti siete stati battezzati in Cristo vi siete rivestiti di Cristo”, 3,27). Il fonte ha un coperchio in rame sbalzato che riporta i segni dello zodiaco, per ricordare che si è cristiani in tutti i tempi.
Sulla volta sono presenti quattro angeli che, con i simboli che portano in mano e le scritte, illustrano il rito del Battesimo, mentre sulla parete è incisa la frase “Et caro Verbum facta est” “E la carne è diventata Verbo”. La frase non piacque al Vescovo coadiutore di Verona Andrea Pangrazio che ordinò di rimuoverla. Rimase coperta dallo stucco fino al 1987 quando il parroco don Giuseppe Valensisi la rese di nuovo visibile.
Le vetrate del Battistero vogliono ricordare come l’uomo sia centro e vertice dell’Universo e sono riportate altre due iscrizioni, che ricordano il passaggio dal peccato ad una nuova armonia.
Le sculture presenti, tra cui il Giovanni il battezzatore che sormonta il coperchio del fonte, sono opere di Nereo Costantini.
A separare lo spazio del Battistero dal resto della chiesa è una cancellata in ferro battuto.

##### L'altare della Madonna
A sinistra del presbiterio vi è l’altare dedicato alla Beata Vergine Maria, opera dell’architetto Spelta, dello scultore Costantini e del pittore Zoppi. Fu inaugurato la notte di Natale del 1952 e i lavori erano iniziati il 2 luglio dello stesso anno, giorno che all’epoca era la festa della Visitazione di Maria. Don Bosio, per l’edificazione di questa cappella si rivolse in particolare alle madri di Belfiore.
La statua della Madonna col Bambino, del Costantini, è in bronzo ricoperta da una foglia d’oro zecchino. Alta un metro e ottanta, è collocata in una nicchia rettangolare con sfondo in graffito.
L’altare sottostante, lungo tre metri, ha bassorilievi bronzei con le scene evangeliche dell’Annunciazione, del Natale e della Sacra Famiglia, separate da quattro statue raffiguranti le Virtù teologali e le Virtù della Religione.
Pavimento, balaustra e base della parete sono in marmo.
Il soffitto, disegnato a graffito, ha uno sfondo verde smaltato di fiori.
Sulla parete sinistra è stata collocata una tela, restaurata dall'artista Giovanna Portinari nel 2013 su richiesta del parroco don Roberto Pasquali, raffigurante La Crocifissione di Cristo. Eseguita nel 1936 dal pittore veronese Agostino Pegrassi, fu regalata alla parrocchia da Angelo Bressan.

#### La navata laterale destra

##### Il Confirmatorio
Il Confirmatorio, cioè la cappella della Cresima, si trova di fronte al Battistero. Opera dell’architetto Spelta, dello scultore Costantini e del pittore Zoppi, fu inaugurata la notte di Natale del 1953 dopo che i lavori erano iniziati il 7 aprile dello stesso anno.
Don Bosio, amante della liturgia, sapeva che i primi cristiani, dopo il Battesimo, ricevevano la Confermazione e il Vescovo attendeva i battezzati in un luogo chiamato Confirmatorio.
Anche questa cappella ha un accesso diretto dall’esterno, dalla porta sul lato destro della facciata, su cui è riporta sul suo protiro la scritta “Militia Christi”, cioè “La milizia di Cristo”.
L’altare, di base rettangolare, è al centro della cappella e presenta sui lati maggiori le scene della consacrazione e del martirio di Santo Stefano, visto come primo milite di Cristo, mentre sui lati minori due scritte in latine, tra cui una citazione di San Giovanni Crisostomo.
Sulla parete dietro all’altare, in graffito a fresco, vi è un’intera pagina di musica gregoriana con il versetto dell’Alleluia della solennità di Pentecoste secondo il Messale di San Pio V.
Le due vetrate raffigurano rispettivamente Santa Cecilia, patrona della musica, e San Giorgio.
Sulla volta lo Spirito Santo e attorno tante lingue di fuoco che richiamano i Suoi doni, raffigurati da sette archetti sulla parete. Nel 1999 il parroco don Pozzato, per rendere più evidente e leggibile questo simbolismo, fece collocare sette basamenti marmorei con sette lampade e il nome di essi.

##### L'altare di San Giuseppe
A destra del presbiterio vi è l’altare dedicato a San Giuseppe, che don Bosio definì sul giornalino parrocchiale nel settembre 1955 come cappella del sacramento dell’Estrema Unzione, del silenzio, dell’Eterno Silenzio, della Divina Provvidenza e dei patroni e santi.
Opera realizzata nel 1960 dall’architetto Spelta, dallo scultore Costantini e dal pittore Zoppi, è sovrastata da una nicchia divisa in tre parti con tre statue a grandezza naturale raffiguranti San Giuseppe al centro, a destra Sant'Agnese e a sinistra San Luigi Gonzaga.
L’altare sottostante ha bassorilievi bronzei con il transito di San Giuseppe assistito da Gesù e dalla Vergine Maria, San Luigi Gonzaga che serve i lebbrosi e il martirio di Sant’Agnese.
Sulla parete destra è stato collocato un quadro a tempera, restaurato dall'artista Giovanna Portinari nel 2013 su richiesta del parroco don Pasquali, raffigurante San Giovanni Bosco in mezzo a bambini e ragazzi. Eseguito nel 1935 dal pittore veronese Agostino Pegrassi, fu regalato alla parrocchia da Angelo Bressan. Opera porta in origine nella chiesetta del vecchio asilo infantile, fu rimossa quando fu abbattuto.

#### Il presbiterio e l'abside
Il presbiterio, a pianta rettangolare, sopraelevato di tre gradini rispetto alla navata centrale, presenta al centro, su basamento quadrato in marmo rosso Verona, rialzato di altri tre gradini, un ciborio a baldacchino con l’altare maggiore preconciliare. Il pavimento è in lastre di marmo Botticino con una serie di specchiature quadrate e rettangolari in marmo rosso Verona e breccia rosata.
Il ciborio, disegnato dall’architetto Spelta e inaugurato la notte di Natale del 1949, è alto 12 metri e le quattro colonne che lo sostengono (compresi base e capitello) 5,50 metri. Sopra di esso stanno incise le parole tratte dal prologo giovanneo “Et Verbum caro factum est” (“E il Verbo si fece carne”). Don Bosio, per mettere in evidenza la presenza del Corpo di Cristo, fece raffigurare dall’architetto Spelta sulla prima porticina del tabernacolo la Natività. Tali porticine sono rivestite con l’oro donato dalle donne di Belfiore. Il tabernacolo è sovrastato da un grande Crocifisso.
L’adeguamento liturgico voluto dal parroco don Gaetano Pozzato nel 1995, opera dell’architetto e scultore Raffaele Bonente, inviato da mons. Bosio, il quale diede alcuni consigli su come operare, portò alla costruzione di un nuovo altare maggiore in posizione più avanzata rispetto al ciborio. Esso presenta alcuni bassorilievi che riguardano i principali fatti legati all’Incarnazione: l’Annunciazione, la Natività e l’adorazione dei Magi, angeli cantori e pastori adoranti, ai lati (scultore Raffaele Bonente).
A circondare il nuovo altare sui tre lati è presente un coro ligneo composto da 25 seggi, a richiamare l’Apocalisse con i 25 seggi degli anziani attorno al trono dell’Agnello. Tutti i seggi presentano dei medaglioni bronzei, inaugurati il 25 marzo 1998, opera dello scultore trentino don Luciano Carnessali con gli atteggiamenti che Cristo apprezza nei cristiani che hanno vissuto alla sua sequela.
Sul lato sinistro del presbiterio è collocato l’ambone, su cui è incisa la scala di Giacobbe, mentre ai suoi lati vi sono il profeta Isaia e l’evangelista Giovanni, annunciatori della discesa di Dio sulla Terra. Opera scultorea bronzea di Raffaele Bonente. Ai piedi dell’ambone un’iscrizione che è una citazione dal capitolo 2 del Vangelo di Luca: “Videamus hoc Verbum quod factum est” (“Andiamo a vedere questa Parola che ci è stata detta”). Come leggio è stato scolpito un libro aperto bronzeo con pagine di gregoriano (scultore R. Bonente)
Altare e ambone furono inaugurati la notte di Natale del 1995, mentre il 7 aprile 1997, solennità dell’Annunciazione del Signore (traslata a causa della Settimana Santa), nel cinquantesimo anniversario della consacrazione dell’altare maggiore, fu consacrato il nuovo altare dal vescovo di Verona Giuseppe Amari.
Dietro al ciborio è collocato l’organo, fatto installare da don Pozzato e retrostante vi è l’abside a base semiesagonale. In essa è collocato un quadro di Paolo Farinati, che dai documenti risulta ordinato al pittore il 18 aprile 1584, raffigurante la ‘’Madonna di Belfiore’’, in cui la Vergine col Bambino è insieme ai Santi Paolo e Giovanni Battista con un gran cespuglio fiorito a fare da sfondo. Quest’opera proviene dalla vecchia chiesa parrocchiale e rimase per molto tempo nello ‘’Studium Pietatis’’ fino a quando fu restaurata nel 1994 dal parroco don Pozzato e collocata nell’attuale posizione.
In alto, sull’abside, è presente l’iscrizione proveniente dal già citato prologo del Vangelo di Giovanni: “In principio erat Verbum et Verbum erat apud Deum et Deus era Verbum” (“In principio era il Verbo, e il Verbo era presso Dio, e il Verbo era Dio”).

#### La cappella feriale "Studium Pietatis"
Il presbiterio è affiancato sul lato sud dalla sacrestia e sul lato nord dall’ultima opera di don Bosio a Belfiore, la cappella feriale “Studium Pietatis”, inaugurata la notte di Natale del 1966 e rispondente alle norme liturgiche del Concilio Vaticano II. La denominazione deriva dall’orazione della VI domenica dopo Pentecoste.
Nel settembre 2013 il parroco don Roberto Pasquali decise compiere dei lavori di adeguamento liturgico e restauro, che comportarono lo spostamento del tabernacolo dal centro dell’altare al centro dell’abside, sovrastato da un arco ligneo a forma di omega. Dietro di esso una parete dorata su cui sopra si staglia il Crocifisso.
Gino Legnaghi, che aveva realizzato il tabernacolo di bronzo argenteo, i quattro portaceri, due portalampade e le stazioni della Via Crucis, provvide a restaurarli.
A sinistra dell’altare vi è, su una mensola, una statua della Madonna di Fatima, mentre sulle pareti vi sono due tele, alte entrambe due metri, raffiguranti rispettivamente L'Apparizione della Madonna di Lourdes a Bernadette Soubirous e L'apparizione del Sacro Cuore di Gesù a Santa Margherita Maria Alacoque. Entrambe provengono dalla vecchia chiesa parrocchiale, ma la prima risale al 1955 e la seconda al 1935. Se la prima non riporta il nome dell'autore, potrebbe provenire dalla bottega del pittore Pegrassi, autore della seconda tela.

Furono restaurate dall'artista Giovanna Portinari nel 2013 su richiesta del parroco don Pasquali.

### Il campanile
La chiesa possiede un campanile a vela sulla falda di copertura meridionale con una campana.
Come si nota nel modello della chiesa parrocchiale, doveva sorgere un campanile addossato al lato settentrionale dell'attuale "Studium Pietatis". A pianta quadrata, era previsto con una cella campanaria con una monofora.